# Saxa-Gotha-Altenburg
Saxa-Gotha-Altenburg (germană Sachsen-Gotha-Altenburg) a fost un ducat condus de ramura Ernestină a Casei de Wettin situat astăzi în Turingia, Germania.

## Istorie

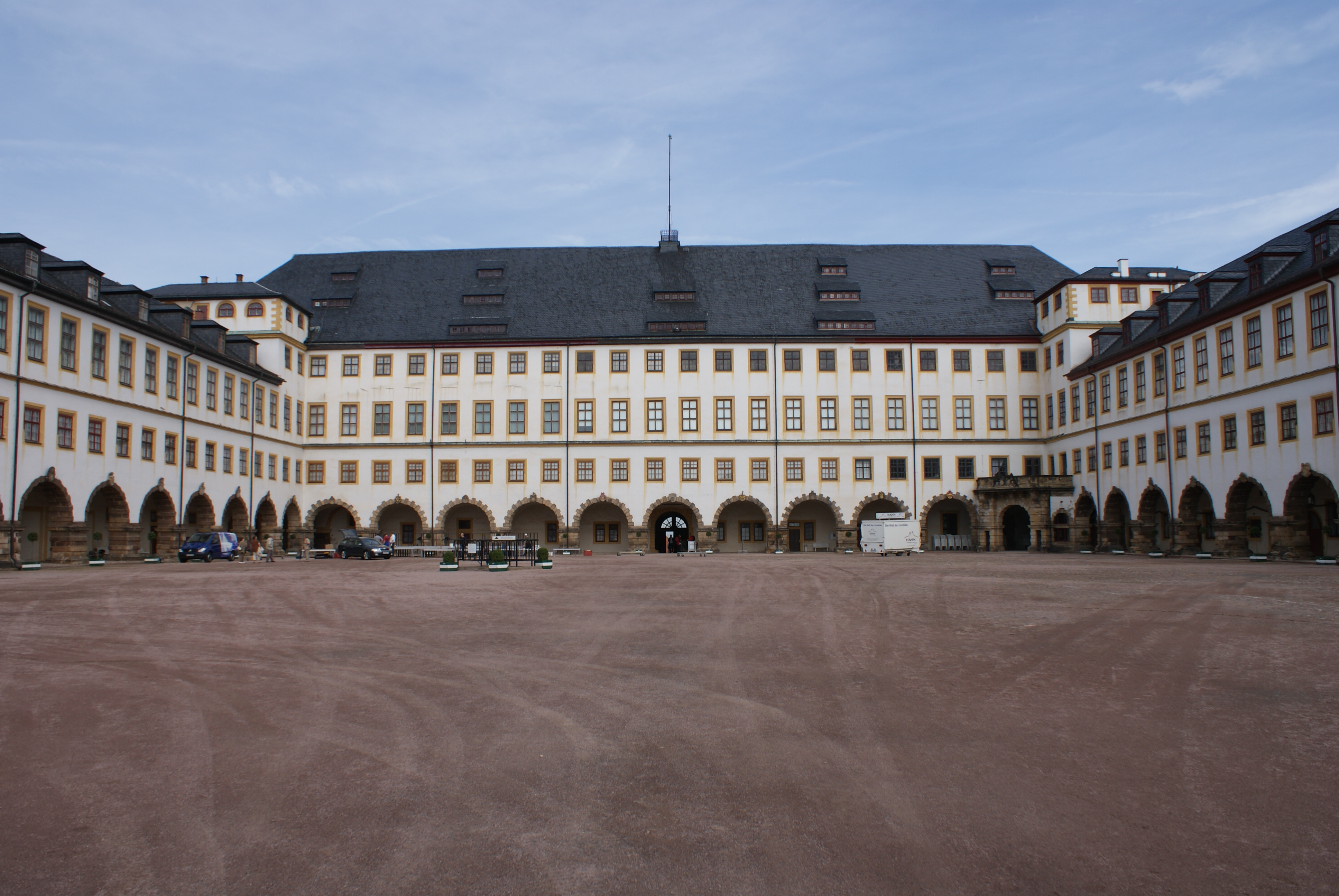
Castelul Friedenstein, Gotha

A fost creat în 1672 atunci când Friedrich Wilhelm al III-lea, ultimul duce de Saxa-Altenburg, a murit la vârsta de 14 ani și Ernest cel Pios (care s-a căsătorit cu verișoara lui Friedrich Wilhelm, Elisabeta Sofia) a moștenit cea mai mare parte a teritoriilor sale. După moartea sa în 1675, cei șapte fii ai săi au împărțit moștenirea; fiul ce mare Frederic a rămas cu orașele Gotha și Altenbourg și a devenit primul duce de Saxe-Gotha-Altenbourg.
Frederic servise ca regent în Saxa-Altenburg din 1672 și și-a asumat responsabilitatea pentru guvernare de la bolnavul său tată, doi ani mai târziu. Reședința lui a rămas Castelul Friedenstein din Gotha și de asemenea, un palat baroc la Friedrichswerth.  Frederic I a asigurat în mod decisiv averea familiei sale, cu punerea în aplicare a dreptului de primogenitură în 1685. Fiul și succesorul său, Ducele Frederic al II-lea, a obținut dreptul asupra teritoriilor Ernestine după moartea Ducelui Albrecht de Saxa-Coburg în 1699 și a Ducelui Christian de Saxa-Eisenberg în 1707
Saxa-Gotha-Altenburg a rămas unul dintre cele mai puternice ducate Ernestine sub conducerea Ducelui Frederic al III-lea din 1732. El a avut palate și grădini în Gotha reconstruite într-un stil baroc generos și a sprijinit refugiații religioși ai Bisericii Moravia din Neudietendorf. Sora lui Augusta s-a căsătorit cu Prințul Frederic de Wales, în 1736, și primul lor născut, George al III-lea, a fost încoronat rege al Marii Britanii și Irlandei în 1760. Frederic a făcut la curtea sa un centru al Iluminismului (Aufklärung), continuat de fiul și succesorul său, Ernest al II-lea, care a condus din 1772. La îndemnul lui Johann Wolfgang von Goethe, a promovat pictura lui Johann Heinrich Wilhelm Tischbein; de asemenea, el l-a numit pe Franz Xaver von Zach director al Observatorului din Gotha înființat în 1787.
Cu toate acestea, când Ducele August, un admirator fervent al lui Napoleon, și fratele lui Frederic al IV-lea au murit ambii fără moștenitori de sex masculin, Casa de Saxa-Gotha-Altenburg s-a stins în 1825 și au apărut certuri cu privire la succesiune între cele trei linii Ernestine rămase. Ca urmare a unui arbitraj emis de regele Frederic Augustus I al Saxoniei în 1826, ducatele Ernestine au fost rearanjate și Saxa-Gotha-Altenburg a fost din nou împărțită:
- Saxa-Gotha a trecut la Ducatul de Saxa-Coburg-Saalfeld, care a trebuit să cedeze Saxa-Saalfeld Ducatului de Saxa-Meiningen. Teritoriile au constituit nou creatul Ducat de Saxa-Coburg și Gotha.
- Saxa-Altenburg a fost dat ducelui de Saxa-Hildburghausen, care la rândul său a trecut propriul său domeniu Ducatului de Saxa-Meiningen și și-a asumat noul titlu de Duce de Saxa-Altenburg.

După abolirea monarhiilor germane (ca urmare a Revoluției Germane din 1918–1919), toate fostele ducate au devenit parte a statului nou creat Thuringia în 1920.

## Duci de Saxa-Gotha-Altenburg
- Ernest I cel Pios (1640–1675), a moștenit Saxa-Altenburg în 1675
- Frederic I (1675–1691), fiu al celui anterior; primul care a purtat titlul de Duce de Saxa-Gotha-Altenburg
- Frederic II (1691–1732), fiu
- Frederic III (1732–1772), fiu
- Ernest II (1772–1804), fiu
- Emil August (1804–1822), fiu
  - Frederic IV (1822–1825), frate, linie dispărută.

Ducatul a fost împărțit între Ducele de Saxa-Coburg-Saalfeld și Ducele de Saxa-Hildburghausen.